# Beuzeville-la-Guérard
Beuzeville-la-Guérard är en kommun i departementet Seine-Maritime i regionen Normandie i norra Frankrike. Kommunen ligger i kantonen Ourville-en-Caux som tillhör arrondissementet Le Havre. År 2022 hade Beuzeville-la-Guérard 236 invånare.

## Befolkningsutveckling
Antalet invånare i kommunen Beuzeville-la-Guérard
| Referens: INSEE |